# (211473) Herin
Pour les articles homonymes, voir Hérin (homonymie).
(211473) Herin est un astéroïde de la ceinture principale.

## Description
(211473) Herin est un astéroïde de la ceinture principale. Il fut découvert le 4 mars 2003 à l'observatoire de Saint-Véran. Il présente une orbite caractérisée par un demi-grand axe de 2,75 UA, une excentricité de 0,089 et une inclinaison de 3,94° par rapport à l'écliptique.
Il fut nommé en hommage à Thierry Herin (1966-2015), astronome amateur français qui officie dans les Pyrénées près de l'observatoire du Pic du Midi. La désignation provisoire 2003 ER1 évoquant le patronyme de l'astronome.[réf. nécessaire]

## Compléments